# The EMI Album Collection (CCCP - Fedeli alla linea)
The EMI Album Collection è una raccolta del gruppo musicale italiano CCCP - Fedeli alla linea, pubblicata nel 2011.

## Descrizione
La raccolta, costituita da un box set di 5 CD, è stata pubblicata dalla EMI nel 2011 con numero di catalogo 5099908387028 in un'unica edizione e contiene 59 tracce tratte dalla discografia del gruppo italiano, ovvero tutti gli album e gli EP ufficiali pubblicati dal gruppo nella loro carriera, meno l'album dal vivo Live in Punkow.
Nel 2014 l'intera discografia dei CCCP - Fedeli alla linea è stata ristampata in vinile nel cofanetto Stati di agitazione - 30 anni di CCCP.

## Tracce
CD1 Ortodossia II/Compagni, cittadini, fratelli, partigiani
1. Live in Pankow
2. Mi ami?
3. Spara Jurij
4. Punk Islam
5. Militanz
6. Sono come tu mi vuoi
7. Morire
8. Emilia paranoica

CD2 1964-1985 Affinità-divergenze fra il compagno Togliatti e noi - Del conseguimento della maggiore età
1. CCCP
2. Curami
3. Mi ami? (Remiscelata)
4. Trafitto
5. Valium Tavor Serenase
6. Morire
7. Noia
8. Io sto bene
9. Allarme
10. Emilia paranoica (Remiscelata)

CD3 Socialismo e barbarie
1. A ja ljublju SSSR (Gimm Sovetskogo Soyusa)
2. Per me lo so
3. Tu menti
4. Rozzemilia
5. Stati di agitazione
6. Libera me domine
7. Manifesto
8. Hong Kong
9. Sura
10. Radio Kabul
11. Inch'Allah - ça va
12. Oh! Battagliero
13. Guerra e pace

CD4 Canzoni preghiere danze del II millennio - Sezione Europa
1. Il testamento del capitano
2. Svegliami
3. Huligani dangereux
4. B.B.B.
5. Fedele alla Lira?
6. Roco - Roço - Rosso
7. Le qualità della danza
8. È vero
9. Palestina (15/11/1988)/Madre
10. Conviene
11. And the Radio Plays
12. Vota Fatur
13. Reclame

CD5 Epica etica etnica pathos
1. Aghia Sophia
2. Paxo De Jerusalem
3. Sofia
4. Narko'$ (contiene Baby Blue)
5. Campestre
6. Depressione caspica
7. In occasione della festa
8. Amandoti (sedicente cover)
9. L'andazzo generale
10. Al Ayam
11. Appunti di un viaggiatore nelle terre del socialismo reale
12. Mozzill'o re
13. Campestre II
14. Maciste contro tutti
15. Annarella